# Hoshiarpur
Hoshiarpur (pendjabi : ਹੁਸ਼ਿਆਰਪੁਰ) est une ville et une corporation municipale située dans le district de Hoshiarpur au nord-est de l'État Indien du Pendjab.

## Géographie
Hoshiarpur est située à 31° 32′ N, 75° 55′ E. La ville a une altitude moyenne de 296 mètres. Le district de Hoshiarpur est situé dans la partie nord-est de l'État indien du Pendjab. Hoshiarpur est située dans la région naturelle de la Doaba (pendjabi : ਦੋਆਬਾ) située entre les rivières Beâs et Sutlej.
Hoshiarpur partage une frontière commune avec le district de Kangra et le district de Una dans l'Himachal Pradesh au nord-est. Dans le sud-ouest, elle borde le district de Shahid Bhagat Singh Nagar, le district de Jalandhar et le district de Kapurthala. Dans le nord-ouest, elle borde le district de Gurdaspur.

## Démographie
Selon les données provisoires du recensement de 2011, Hoshiarpur avait une population de 189 731 habitants, dont 99 267 hommes et 90 044 femmes. Le taux d'alphabétisation était de 84,6 %.

## Économie
Le groupe Sonalika possède à Hoshiarpur une filiale, International Tractor, qui exploite la plus grande usine de tracteurs agricoles du monde, avec une capacité de 200 000 tracteurs par an.

## Histoire
Hoshiarpur a été fondée, selon la tradition, pendant la première partie du IVe siècle. En 1809, elle fut occupée par les forces du maharaja Karanvir Singh et a été réunie dans l'État du Pendjab.

## Personnalités liées à la ville
- Hari Chand (1953-2022), Athlète indien spécialiste des courses de fond.